# Vouga
El Vouga és un riu del centre de Portugal, que naix a 930 m d'altitud, a la serra de Lapa, concretament a Chafariz da Lapa, situat a la freguesia de Quintela, municipi de Sernancelhe, districte de Viseu.
En el seu recorregut banya alguns pobles, alguns amb el nom íntimament lligat al riu, com ara en els topònims Pessegueiro do Vouga, Sernada do Vouga, Sever del Vouga, Macinhata do Vouga, Castanheira do Vouga, Valongo do Vouga, Arrancada do Vouga, Trofa do Vouga, Lamas do Vouga, Vouguinha i Vouga.
A més d'aquestes poblacions, el riu Vouga és font de riquesa i desenvolupament d'altres localitats, entre les quals destaquen Pinheiro, Vila Boa, Afonsim, Sátão, Sâo Pedro do Sul, Vouzela, Oliveira de Frares, Pinheiro de Lafões, Paradela, Segadães, Eirol, Sâo Joâo de Loure i Angeja.
Poc després de passar la vila de Cacia, situada al municipi i districte d'Aveiro i a 7 km de la seu del municipi i del districte, les seues aigües se separen en nombrosos canals d'aiguamolls, i formen la ria d'Aveiro.
El seu trajecte, predominantment d'est a l'oest, té 148 quilòmetres d'extensió.
Té com a afluents principals els rius Caima i Sul, al marge dret, i Águeda, a l'esquerre.
La seua conca hidrogràfica, comptant les petites conques hidrogràfiques afluents directes de la ria d'Aveiro, cobreix una extensió de 3.635 km² i limita al sud amb la serra de Buçaco i al nord amb les serres de Leomil, Montemuro, Lapa i
Freita.
A la seua conca hidrogràfica també pertany Pateira de Fermentelos.
Els principals rius de la conca son el Vouga, l'Águeda, el Cértima, el Cáster i l'Antuã, al nord, i el Boco i la Riba de Corujeira, al sud.(1)

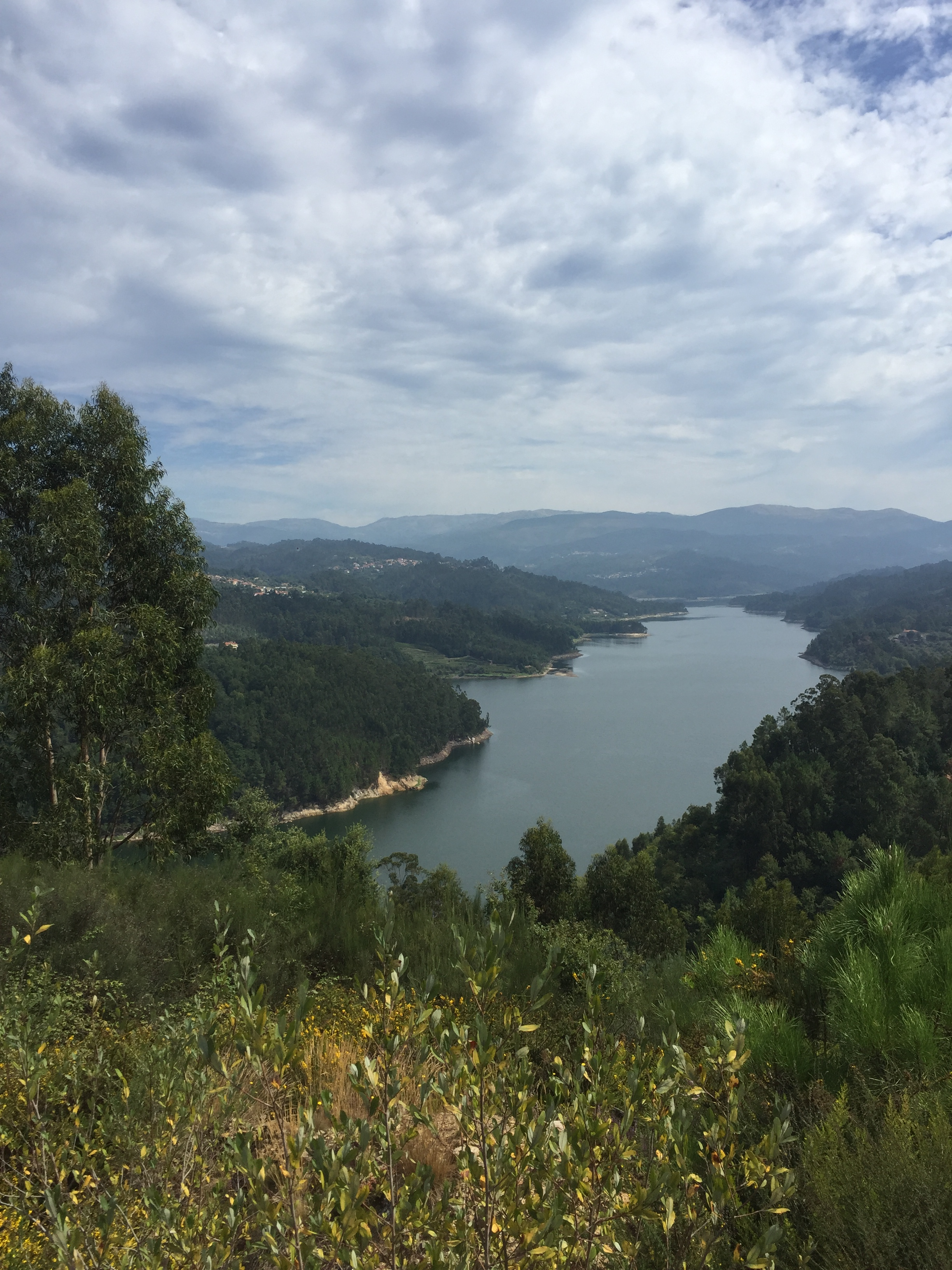
Llacuna artificial creada per la presa de Ribeiradio

És tallat per la presa de Ribafeita i pel conjunt de preses hidroelèctriques Ribeiradio - Ermida.

## Afluents
Al marge esquerre:
- Ribera de Brazela
- Ribera de Nelas
- Ribera de Sanguinhedo
- Riu Troço
- Ribera de Ribamá
- Riu Zela
- Ribera de Preguinho
- Riu Frio
- Ribera de Pias
- Ribera de Gaia
- Ribera d'Alombada
- Ribera de Soutelo
- Riu Marnel
- Riu Águeda

Al marge dret:
- Rierol de Vila Boa
- Ribera de Rebentão
- Ribera de Coito
- Ribera de Várzea
- Riu de Mel
- Ribera de Dolmeu o de Searas
- Ribera de Sobral
- Ribera de Pinho
- Riu Sul
- Riu Varoso
- Ribera de Fervença
- Ribera de Covelo
- Ribera de Vilarinho
- Riu Teixeira
- Riu Gresso o Branco
- Riu Lordelo
- Ribera de Pessegueiro
- Riu Mau
- Riu Caima